# Lilium wardii
Lilium wardii (chinesisch 卓巴百合, Pinyin zhuóbā bǎihé) ist eine Art aus der Gattung der Lilien (Lilium) in der Asiatischen Sektion innerhalb der Familie der Liliengewächse (Liliaceae).

Lilium wardii

## Beschreibung
Lilium wardii erreicht eine Wuchshöhe von 60 bis 100 cm. Die Zwiebeln sind rundlich bis glockenförmig und erreichen einen Durchmesser zwischen 2,5 cm und 4 cm, sie sind mit weißen, rot gepunkteten Schuppen überzogen. Der Stängel ist purpurn bis braun und bildet Stolonen aus. Die Laubblätter schmal und lanzettförmig, 3 bis 5,5 cm lang und zwischen 6 und 7 mm breit. Sie sind um den Stängel verteilt und adaxial (zur Blattachse hin gewandt) von drei Blattadern tief durchzogen. Der Rand ist papillös.
Die Pflanze blüht von Juni bis August mit zwei bis zehn in einer Rispe nickender Blüten, selten mit einer einzelnen Blüte. Die zwittrigen Blüten sind dreizählig. Die sechs gleichgestalteten Blütenhüllblätter (Tepalen) sind stark zurückgebogen (Türkenbundform) und 4,5 bis 6 cm lang sowie zwischen 8 mm und 10 mm breit. Die Grundfarbe der Blüten ist blass purpurn-rot oder pink, mit dunklen purpurnen Punkten. Die Ränder der Blütenblätter rollen sich. Die Antheren sind purpurn, die Pollen sind purpurrot und die Filamente sind ebenfalls purpurn und 4 cm bis 4,5 cm lang. Die Nektarien sind weder papillös noch fransig. Die Samen reifen im August zu einer ovalen, etwa 2 cm großen Samenkapseln heran und keimen sofortig-epigäisch.
Die Chromosomenzahl beträgt 2n = 24.

## Verbreitung
Lilium wardii findet sich an Waldrändern und auf steinigen Wiesen in Höhenlagen zwischen 2000 und 3400 m NN.
Die Art ist in den Provinzen Guizhou, Sichuan der Volksrepublik China und im Südosten von Tibet heimisch. Verbreitungsschwerpunkt ist Tibet.

## Taxonomie
Lilium wardii wurde 1932 von Frederick Claude Stern (1884–1967) in Journal of the Royal Horticultural Society Band 57 Seite 291 erstbeschrieben. Stern übernahm den Namen von Otto Stapf. Benannt ist die Art nach dem Pflanzensammler K.Ward.